# Сардоба-Тараз
Сардоба-Тараз — древнее хранилище пресной питьевой воды в городе Тараз, в Жамбылской области, Южный Казахстан.
Диаметр обнаруженной сардобы достигает 3,55 м, высота кладки сохранилась до уровня 1,87 м.
Сардоба была открыта в ходе археологических раскопок на городище древнего Тараза. 
При расчистке остатков архитектурного сооружения было выявлено отсутствие верхней части купола сардобы, предположительно разрушенного земляными работами в шестидесятые годы XX века. 
Археологи предполагают, что сардоба была построена в 1815 – 1864 годах, когда Тараз входил в состав Кокандского ханства. Кроме того, анализ кирпича показал, что сардоба ремонтировалась после занятия города русскими войсками в 1864 году, когда к ней были пристроены три прямоугольных объёма. Такая планировка может свидетельствовать об использовании сардобы в качестве распределителя водопроводной системы. Схожие системы зафиксированы во многих городах Центральной Азии и Ближнего Востока.